# Liste der Bodendenkmale in Burgdorf (Region Hannover)
In der Liste der Bodendenkmale in Burgdorf sind alle Bodendenkmale der niedersächsischen Gemeinde Burgdorf aufgelistet. Die Quelle ist der Denkmalatlas Niedersachsen. Der Stand der Liste ist der 16. Juni 2024.

## Allgemein
In den Spalten finden sich folgende Informationen des Bodendenkmales :
- Lage        : geographische Koordinaten
- Bezeichnung : Bezeichnung lt. Denkmalatlas
- Beschreibung: Beschreibung lt. Denkmalatlas
- ID          : Objekt-ID
- Bild        : Bild, ggf. zusätzlich mit Link zu weiteren Fotos im Medienarchiv Wikimedia Commons.

## Beinhorn
| Lage                        | Bezeichnung            | Beschreibung | ID       | Bild |
| --------------------------- | ---------------------- | --- | -------- | ---- |
| 52° 26′ 59″ N, 9° 55′ 56″ O | Beinhorn 1, Wallanlage | Ca. 80 m östl. der Wegesperre in der Gmkg.Kirchhorst (FStNr. 7) ist eine kleine, rundliche Wallanlage mit ca. 24 × 26 m Durchmesser. Wall ist ca. 2 m breit und bis zu 1 m hoch. Er wird außen von Graben von ca. 0,6 m Breite und 0,3 m Tiefe umschlossen. Die Deutung der Anlage ist unklar, möglicherweise handelt es sich um eine Warte zu der Wegesperre, die die Landenge zwischen dem Altwarmbüchener und dem Oldhorster Moor sperrte; aufgrund der geringen Dimensionen von Wall und Graben kann aber auch eine Funktion als Immenzaun, Pflanzkamp o. ä. nicht völlig ausgeschlossen werden. | 28969561 |      |

## Burgdorf
| Lage                        | Bezeichnung       | Beschreibung | ID       | Bild |
| --------------------------- | ----------------- | --- | -------- | ---- |
| 52° 26′ 40″ N, 10° 0′ 21″ O | Burgdorf 12, Burg | Ehemalige Niederungsburg, laut Plan von 1788 bestand die Anlage nach dem Wiederaufbau ab 1535 aus einer annähernd quadratischen, erhöhten Fläche von ca. 55× 60 m, auf dem sich das Schloss befand; umgeben von einem Innengraben („Hausgraben“) mit einer Br. von 15–20 m, Wall, Br. 10–20 m und Außengraben (um die Burg herumgeleitete Aue). Über das Aussehen der Vorgängerbauten ist nichts näheres bekannt. Die Fläche der Burganlage ist heute weitgehend planiert, die ehemalige Innenfläche, auf dem noch heute die umgebauten Reste von Schloss Burgdorf stehen, ist leicht erhöht. Westl. und südwestl. der Innenfläche sind auf einer Länge von ca. 70 m Reste des ehemaligen Walles erhalten, Br. 8 m, H. bis 0,4 m; auf dem Wall sind Findlinge und kleinere Steine abgelagert. Die Aue wurde umgeleitet und führt jetzt über den Südostrand der ehemaligen Burganlage hinweg. | 28978331 |      |

### Burgdorf 1
ID:28969565
3 Grabhügel. Dm. ca. 8–16 m; H. ca. 0,5–0,60 m.

| Lage                        | Bezeichnung           | Beschreibung                                                          | ID       | Bild |
| --------------------------- | --------------------- | --------------------------------------------------------------------- | -------- | ---- |
| 52° 25′ 0″ N, 10° 1′ 49″ O  | Burgdorf 1, Grabhügel | Dm. ca. 10 m; H. ca. 0,6 m. Alte Eingrabungen.                        | 28969661 | BW   |
| 52° 24′ 59″ N, 10° 1′ 51″ O | Burgdorf 2, Grabhügel | Dm. ca. 16 m; H. ca. 0,60 m. Kuppe stark abgeflacht, alter Kopfstich. | 28969663 | BW   |
| 52° 25′ 0″ N, 10° 1′ 51″ O  | Burgdorf 3, Grabhügel | Dm. ca. 8 m; H. ca. 0,50 m. Nördl. Hügelteil durch Wegebau gestört    | 28969662 | BW   |

## Dachtmissen
| Lage                        | Bezeichnung             | Beschreibung | ID                              | Bild |
| --------------------------- | ----------------------- | --- | ------------------------------- | ---- |
| 52° 26′ 40″ N, 10° 5′ 18″ O | Dachtmissen 3, Wüstung  | Im Burgdorfer Holz lag das wüst gefallene Dorf Hetelingen. Von seiner Existenz zeugt insbesondere die Stelle, an der die Kirche gestanden hat (Flurname: Hehlen-Kirchhof). Im Gelände ist eine rundliche Erhebung von ca. 60 m Durchmesser erkennbar, deren südwestlicher Teil durch einen Waldweg durchschnitten wurde. In der Umgebung sind weitere künstliche Bodenveränderungen in Form von flachen Wällen und Gräben, podestartigen Erhöhungen usw. sichtbar. Inwieweit sie im Einzelnen mit der Wüstung zeitgleich sind, ist im Einzelfall nicht zu klären. Einzelne Keramikfunde lassen auf eine Datierung ins 14. Jh. schließen. Es gibt eine Wegweiserausschilderung von der B 188 und eine Erläuterungstafel am Objekt. | 28969665                        |      |
| 52° 27′ 18″ N, 10° 3′ 54″ O | Dachtmissen 8, Landwehr | Landwehr in O-W-Orientierung mit bis zu vier parallelen Walllinien mit begleitenden Gräben. Gesamt-Breite bis 25 m; Höhe von Grabensohle bis Wallkrone bis 1,2 m, im westl. Abschnitt bis 1,6 m. Im östl. sowie westlichen Endbereich nur noch 2 markante Wälle. Im mittleren Teil ist die Landwehr zerstört. | 28969666/1/-/ 36689325 28969666 | BW   |
| 52° 25′ 13″ N, 10° 5′ 16″ O | Dachtmissen 11, Warte   | Kreisförmiger Wall mit außen vorgelagertem Graben. Wall-Br. ca. 6 m; Wall-H. bis 0,8 m; Graben-Br. ca. 5 m; T. ca. 0,6 m. Wallprofil rundlich, leicht verschliffen. Dm. der gesamten Anlage 25 m; Innen-Dm. 11 m. Die Deutung und Funktion der Wallanlage ist beim jetzigen Forschungsstand noch unklar. Vermutlich handelt es sich um den Standort einer spätmittelalterlichen oder frühneuzeitlichen Warte. Es sind bisher keine Schriftquellen bekannt, die sich auf diese Anlage beziehen ließen. | 28969668                        | BW   |

## Heeßel
| Lage                        | Bezeichnung           | Beschreibung | ID       | Bild |
| --------------------------- | --------------------- | --- | -------- | ---- |
| 52° 26′ 22″ N, 9° 58′ 47″ O | Heeßel 3, Burg Heeßel | Die Burg zeigt einen komplizierteren Aufbau als bei frühmittelalterlichen Ringwällen üblich. Der Ringwall war ursprünglich spiralförmig geführt. Er setzt außen im Süden an der Niederung an und läuft nach etwa 40 m am alten Tor aus. Etwa 20 m nordwestl. setzte der Wall wieder an und zog an der Nordflanke der Burg entlang nach Westen. Auf dieser ca. 60–70 m langen Strecke ist er Anfang der 1930er Jahre zerstört worden. Auf der ganzen West- und Südseite ist der Wall mit bis zu über 2 m Höhe bis auf einen Einschnitt im SW gut erhalten. An der SO-Strecke biegt er spiralförmig nach NW ein, um nach knapp 70 m kurz vor dem zerstörten Wall im Norden zu enden. Hier war vermutlich ein weiteres Tor. | 28973095 |      |
| 52° 26′ 53″ N, 9° 58′ 44″ O | Heeßel 7, Rottekuhlen | Auf einer Fläche von ca. 50 × 60 m eine Anzahl von runden bis ovalen Rottekuhlen unterschiedlicher Größe und Tiefe. Dm. bis ca. 8 m; ehemalige Tiefe nicht zu ermitteln, erhaltene Tiefe max. 1 m. Einige Kuhlen waren zur Zeit der Geländeaufnahme mit Erde bzw. Müll verfüllt. Sonst gut erhaltene Gesamtanlage. Rottekuhlen dienten hauptsächlich in der frühen Neuzeit zur Flachsbearbeitung, hier wurden die Flachsstengel zum Verrotten mehrere Tage gewässert. Da hierbei sehr übelriechende und gesundheitsschädigende Gase entstanden, lagen die Rottekuhlen außerhalb der Siedlungen. | 28973096 | BW   |

## Hülptingsen
| Lage                        | Bezeichnung              | Beschreibung | ID       | Bild |
| --------------------------- | ------------------------ | --- | -------- | ---- |
| 52° 26′ 17″ N, 10° 4′ 12″ O | Hülptingsen 1, Wölbacker | Wölbackerfeld mit acht Beeten in N-S-Orientierung. L. der Beete ca. 200 m ; Br. 8–9 m; H. 0,4–0,6 m. Gesamt-Br. des Feldes 70 m. Für die Neuaufforstung mit Kiefern wurden um 1990 in Längsrichtung Pflanzgräben von ca. 0,3 m Tiefe in einem Abstand ca. 1,5 m zueinander angelegt. Dadurch wird der Gesamteindruck des Wölbackerfeldes stark beeinträchtigt. Die ehemaligen Ackerbeete sind aber noch gut zu erkennen. Dieses Wölbackerfeld ist ein kleiner Teilbereich einer sehr gut erhaltenen fossilen Ackerflur, die sich im Osten noch über weitere 50 m Breite sowie im Norden auf ca.550 m Br. und ca. 300 m Länge anschließt. Mittelalter oder Neuzeit, vermutlich Ackerflur der südl. gelegenen Wüstung Önsingsen (FStNr. 2). | 28973093 | BW   |

## Ramlingen-Ehlershausen
| Lage                        | Bezeichnung                          | Beschreibung | ID       | Bild |
| --------------------------- | ------------------------------------ | --- | -------- | ---- |
| 52° 31′ 24″ N, 9° 59′ 28″ O | Ramlingen-Ehlershausen 6, Jagdgehege | Annähernd ovale Einhegung aus Wall und außen vorgelagertem Graben mit einem Durchmesser von ca. 1 km. Im Inneren befindet sich eine wesentlich kleinere, aber ähnlich gestaltete Anlage mit ca. 130 m Durchmesser. Wall-Breite ca. 6 m; Höhe bis 0,8 m. Die Graben-Breite beträgt ca. 2-3 m; die Tiefe bis 1,0 m. Im Südwesten ist der Wall der äußeren Anlage auf ca. 250 m Länge abgetragen, sonst gut erhalten. Die Anlage ist vermutlich frühneuzeitlichen Ursprungs, möglicherweise besteht ein Zusammenhang mit Parforcejagden der Celler Herzöge. Die Anlage ist bereits auf Karte von ca. 1640 und in der Kurhann. Landesaufnahme d. 18. Jh. verzeichnet. Nach Forstamtsaufzeichnungen ist von etwa 1740 eine Nutzung als Wald nachweisbar. | 28973100 | BW   |
| 52° 31′ 34″ N, 9° 59′ 45″ O | Ramlingen-Ehlershausen 6             | | 36660455 | BW   |